# World Darts Trophy 2002
De Bavaria World Darts Trophy 2002 was de 1e editie van het internationale dartstoernooi World Darts Trophy, georganiseerd door de BDO, en werd gehouden van 7 september 2002 tot en met 15 september 2002 in de Vechtsebanen te Utrecht.

## Prijzengeld

### Mannen
Het totale prijzengeld bedroeg €164.000 (plus €?) en was als volgt verdeeld:
| Plaats        | Prijzengeld                |
| ------------- | -------------------------- |
| Winnaar       | €45.000                    |
| Runner-up     | €22.500                    |
| Halvefinalist | €11.250                    |
| Kwartfinalist | €6.000                     |
| 3e ronde      | €3.000                     |
| 2e ronde      | €1.500                     |
| 1e round      | €1.000                     |
| 9-darter      | Een auto ter waarde van €? |

Degene met de hoogste check-out (uitgooi) kreeg €2.000:
- 170 - Tony O'Shea €2.000

### Vrouwen
Het totale prijzengeld bedroeg €33.500 (plus €?) en was als volgt verdeeld:
| Plaats        | Prijzengeld                |
| ------------- | -------------------------- |
| Winnaar       | €15.000                    |
| Runner-up     | €7.500                     |
| Halvefinalist | €2.500                     |
| Kwartfinalist | €1.250                     |
| 9-darter      | Een auto ter waarde van €? |

Degene met de hoogste check-out (uitgooi) kreeg €1.000:
- onbekend

## Alle wedstrijden

### Mannen

#### Voorronde (best of 3 sets)
| Brian Derbyshire    | 0 - 2 | Frans Harmsen      |
| Jean Paul van Acker | 2 - 1 | Mensur Suljović    |
| Andy Jenkins        | 1 - 2 | Ritchie Davies     |
| Stefan Nagy         | 2 - 1 | Ronnie Baxter      |
| Steve Beaton        | 1 - 2 | Jan van der Rassel |
| Erik Clarys         | 2 - 0 | Kevin Painter      |
| Matt Clark          | 2 - 1 | Hans Blijs         |
| Chris Mason         | 1 - 2 | John Snijers       |

#### Eerste ronde (best of 5 sets)
| Shaun Greatbatch          | 0 - 3 | Tony O'Shea           |
| (1) John Walton           | 3 - 1 | Colin Monk            |
| Mike Veitch               | 3 - 2 | Ritchie Davies        |
| (8) Bob Taylor            | 3 - 1 | Frans Harmsen         |
| Matt Clark                | 0 - 3 | Wayne Jones           |
| (5) Marko Pusa            | 2 - 3 | Co Stompé             |
| Brian Sørensen            | 3 - 0 | Vincent van der Voort |
| (4) Raymond van Barneveld | 3 - 0 | Jean Paul van Acker   |
| Stefan Nagy               | 0 - 3 | Steve Coote           |
| (2) Martin Adams          | 3 - 1 | Bobby George          |
| Ted Hankey                | 3 - 2 | Wayne Mardle          |
| Andy Fordham              | 3 - 1 | Jan van der Rassel    |
| Tony Eccles               | 3 - 0 | Andy Smith            |
| (6) Jarkko Komula         | 1 - 3 | Peter Johnstone       |
| Tony David                | 3 - 0 | Erik Clarys           |
| (3) Mervyn King           | 3 - 2 | John Snijers          |

#### Tweede ronde (best of 5 sets)
| Tony O'Shea    | 3 - 2 | John Walton (1)           |
| Mike Veitch    | 1 - 3 | Bob Taylor (8)            |
| Wayne Jones    | 3 - 1 | Co Stompé                 |
| Brian Sørensen | 2 - 3 | Raymond van Barneveld (4) |
| Steve Coote    | 3 - 2 | Martin Adams (2)          |
| Ted Hankey     | 1 - 3 | Andy Fordham              |
| Tony Eccles    | 2 - 3 | Peter Johnstone           |
| Tony David     | 3 - 0 | Mervyn King (3)           |

#### Kwartfinale (best of 9 sets)
| Tony O'Shea     | 5 - 0 | Bob Taylor (8)            |
| Wayne Jones     | 0 - 5 | Raymond van Barneveld (4) |
| Steve Coote     | 1 - 5 | Andy Fordham              |
| Peter Johnstone | 2 - 5 | Tony David                |

#### Halve finale (best of 9 sets)
| Tony O'Shea  | 5 - 4 | Raymond van Barneveld (4) |
| Andy Fordham | 4 - 5 | Tony David                |

#### Finale (best of 11 sets)
| Tony O'Shea | 0 - 6 | Tony David |

### Vrouwen

#### Kwartfinale (best of 3 sets)
| (1) Trina Gulliver     | 1 - 2 | Anne Kirk     |
| Crissy Howat           | 2 - 0 | Vicky Pruim   |
| (2) Francis Hoenselaar | 2 - 0 | Carina Ekberg |
| Mieke de Boer          | 2 - 1 | Karin Krappen |

#### Halve finale (best of 3 sets)
| Anne Kirk              | 1 - 2 | Crissy Howat  |
| (2) Francis Hoenselaar | 0 - 2 | Mieke de Boer |

#### Finale (best of 5 sets)
| Crissy Howat | 1 - 3 | Mieke de Boer |

2002 ·
2003 ·
2004 ·
2005 ·
2006 ·
2007